# خوینیکی
خوینیکی (به لاتین: Khoyniki) یک منطقهٔ مسکونی در بلاروس است که در منطقه گومل واقع شده‌است. خوینیکی ۲۰٫۵ کیلومتر مربع مساحت و ۱۳٬۹۰۰ نفر جمعیت دارد.